# 自動換刀裝置

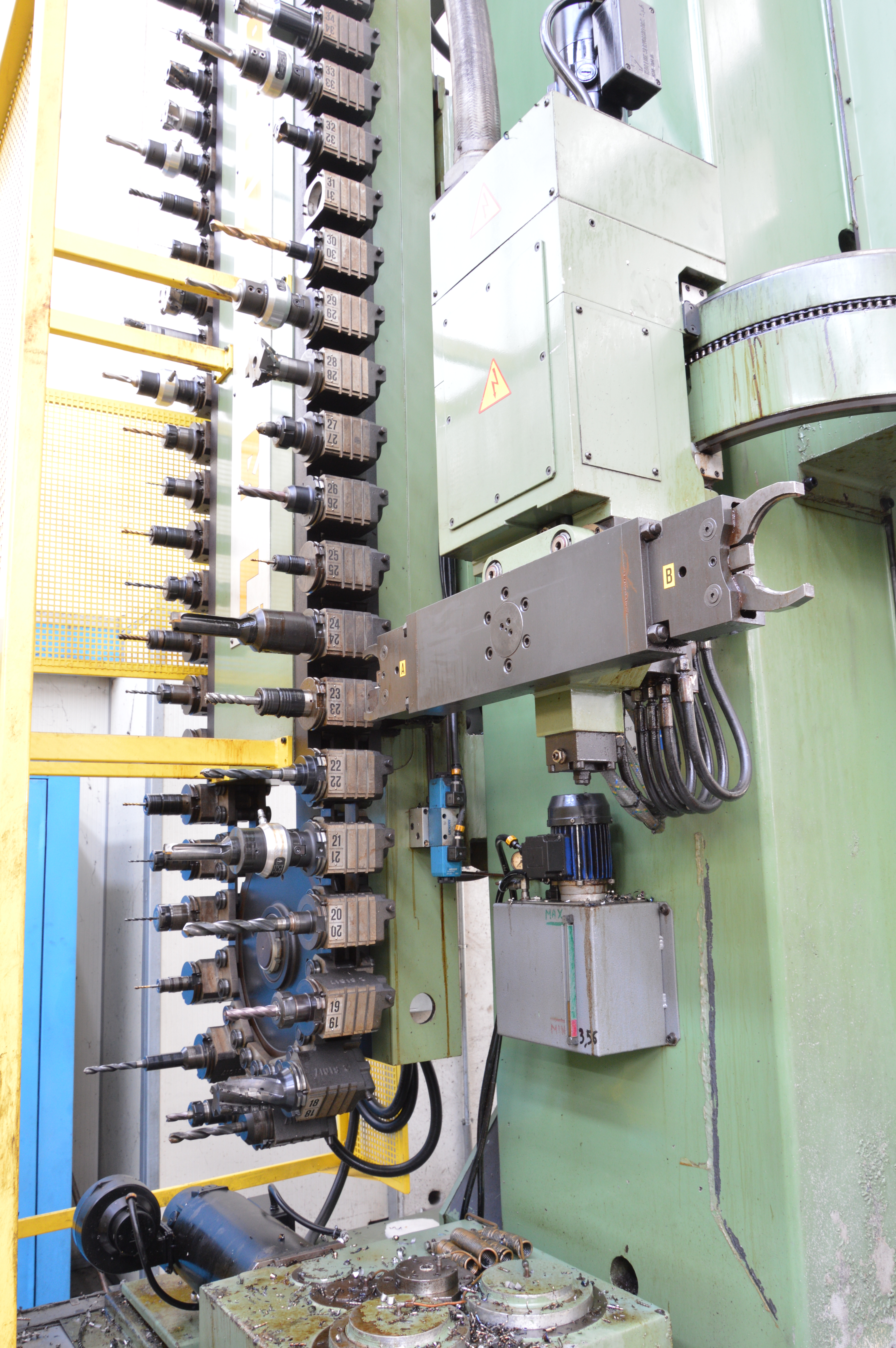
磨床上的鏈條式自動換刀裝置，有旋轉臂及二個抓手

自動換刀系統（Automatic tool changer）簡稱ATC，是数控机床上的設備，可以自動更換刀具，提昇設備產能以及增加支援刀具數量。自動換刀裝置可以快速更換機床上的刀具，減少非運行時間。自動換刀裝置一般是為了提昇機床能力，可以配合多種刀具所設計。自動換刀裝置也可以用來更換磨損或是損壞的刀具。可以讓機床朝自動化的目標更進一步。

## 說明
簡易的工具機只能配合單一刀具作業。刀塔（Turret）式工具機可以配合較多刀具，但若需要的刀具更多，就需要
配合自動換刀裝置了。自動換刀裝置會配合存放未使用刀具的刀庫一起設計，可以讓機床在沒有人員介入的情形下，自動用多種刀具進行加工。自動換刀裝置的主要部份包括基座、夾取臂、刀具固定架、支承臂及刀庫。自動換刀裝置雖提昇了速度及精準度，但相較於人工的刀具更換，也有一些額外產生的問題，例如刀具必須非常容易對正、換刀裝置要容易夾取刀具，也要有簡單的方式讓刀具脫離夾具。因此，ATC專用的刀具會放在特別設計的刀夾內。

## 自動換刀裝置的分類
自動換刀裝置可以依刀庫的外形不同而分為很多種：
1. 圓盤式：主要使用在立式加工機上，傳統上刀數不超過30刀，但近年來刀具管理盛行刀數有往上升達40刀的趨勢。
2. 鏈條式：主要使用在立式加工機上，占地面積較大，通常會超過60刀才會使用鏈條式刀庫。
3. 鑽工刀庫：主要用在鑽工機台上，特色是換刀速度快，通常用於加工複雜且輕巧的工件，傳統上刀數不超過21刀，但近年來刀具管理盛行刀數有往上升達30刀的趨勢。
4. 倉儲式：主要用在多機台自動化上，在關燈工廠及全自動化產線上常常會看到，刀數可達上百隻。
5. 平置式鏈條刀庫：主要用在五軸機和大型龍門機上，也有使用於倉儲式的案例。

## 自動換刀裝置機構
ATC在收到換刀指令後，刀庫會將要使用的刀具移動到一固定位置（預備換刀位置）。ATC的換刀臂到此位置將刀具取出，換刀臂會在加工主軸以及刀庫之間旋轉。換刀臂的兩邊都各有一個夾子，一個夾子將不用的刀具從加工刀塔上取下，另一個夾子從刀庫中取下需要使用的刀具，然後旋轉180度，將不用的刀具放回刀具，並且將要使用的刀具更換到加工主軸上。

## ATC的機能
自動換刀裝置可以提高生產時間，減少非生產時間。ATC可以儲存刀具，而且是在加工後會自動放回刀庫中，因此機床的靈活程式較高。比較可以使用大型且較重的刀具。